# Clandestine
Clandestine je drugi studijski album švedskog death metal-sastava Entombed, objavljen 12. studenog 1991. u Europi i 11. veljače 1992. u Sjevernoj Americi. S prethodnim albumom Entombeda, Clandestine je pomogao uspostaviti prepoznatljiv švedski zvuk u žanru death metala. Jedini je Entombedov album na kojem se ne pojavljuje izvorni pjevač LG Petrov.

## Popis pjesama
Tekstovi: Nicke Andersson i Alex Hellid, osim gdje je navedeno drugačije, glazba: Nicke Andersson, Ulf Cederlund i Lars Rosenberg.
| 1.    | »Living Dead«            |                                    | 4:26 |
| 2.    | »Sinners Bleed«          |                                    | 5:11 |
| 3.    | »Evilyn«                 |                                    | 5:05 |
| 4.    | »Blessed Be«             |                                    | 4:47 |
| 5.    | »Stranger Aeons«         | Andersson, Hellid, Kenny Håkansson | 3:25 |
| 6.    | »Chaos Breed«            | Andersson, Hellid, Håkansson       | 4:53 |
| 7.    | »Crawl«                  |                                    | 6:14 |
| 8.    | »Severe Burns«           |                                    | 4:01 |
| 9.    | »Through the Collonades« | Andersson, Hellid, Håkansson       | 5:38 |
| 43:40 |                          |                                    |      |

## Recenzije
AllMusic dodijelio je albumu četiri i pol zvjezdice.  U listopadu 2016. Clandestine je primljen u Kuću slavnih časopisa Decibel, postavši drugi album Entombeda koji je predstavljen u Kući slavnih Decibel.

## Zasluge
| Entombed - Nicke Andersson – vokal, bubnjevi, grafički dizajn (stražnja naslovnica), umjetnički smjer, logotip - Alex Hellid – gitara - Ulf Cederlund – gitara, prateći vokal - Lars Rosenberg – bas-gitara | Ostalo osoblje - Andreas Lundberg – fotografije - Per Nilson – fotografije - Tomas Skogsberg – produkcija, inženjer zvuka - Dan Seagrave – naslovnica |